# ISO 217
| Série RA | Série RA    |        | Série SRA   | Série SRA |
| -------- | ----------- | ------ | ----------- | --------- |
| 16RA0    | 3440 × 4880 | 16SRA0 | 3600 × 5120 |           |
| 8RA0     | 2440 × 3440 | 8SRA0  | 2560 × 3600 |           |
| 4RA0     | 1720 × 2440 | 4SRA0  | 1800 × 2560 |           |
| 2RA0     | 1220 × 1720 | 2SRA0  | 1280 × 1800 |           |
| RA0      | 860 × 1220  | SRA0   | 900 × 1280  |           |
| RA1      | 610 × 860   | SRA1   | 640 × 900   |           |
| RA2      | 430 × 610   | SRA2   | 450 × 640   |           |
| RA3      | 305 × 430   | SRA3   | 320 × 450   |           |
| RA4      | 215 × 305   | SRA4   | 225 × 320   |           |

La norme internationale ISO 217 (ICS no 85.060) définit les formats bruts destinés au massicotage, pour la production de documents dans un format de la série A.
La série RA (“raw A”) est calculée avec une surface 5 % supérieure, la série SRA (“supplementary raw A”) avec une surface 15 % supérieure, les dimensions étant arrondies au centimètre ; ces formats conservent le rapport 1:√2.
Ces formats sont le plus souvent disponibles en rouleaux de grande taille, notamment le papier journal ou couché pour rotatives de presse et magazines et le papier pour l'impression de livres ; de tels rouleaux peuvent peser chacun plusieurs tonnes.